# Oldtimers (Bellewaerde)
Oldtimers was een familieattractie in het Belgische dieren- en attractiepark Bellewaerde te Ieper.
Oldtimers was een rondrit en was gebouwd door het bedrijf Metallbau Emmeln. De attractie was gesitueerd aan de rand van het park in het Far West-gedeelte, achter de Keverbaan. De attractie werd gebouwd in 1981 en werd in 2009 verwijderd om plaats te maken voor Europese bizons omdat Bellewaerde nood had aan een uitbreiding van het dierenaanbod in het park.

## Gegevens en verloop
De attractie bestond uit een klein betonnen parcours met een ijzeren rail langswaar oldtimerwagentjes reden. De aandrijving gebeurde door middel van een sleepcontact in de wagen over elektriciteit in de rail. Naast het parcours waren gras en bomen en nog wat decoratie, onder andere met karrenwielen, en er liepen geitjes rond op het terrein. Het thema was een Far West-boerderij. Vooraan waren twee sturen gemonteerd. Bezoekers konden zelf sturen met het stuur links vooraan, maar gezien het traject vast bepaald is volgt het wagentje toch het spoor en dus had het stuur weinig nut. De oldtimers reden stapvoets vooruit. Het was mogelijk om eventjes stil te staan, vermits de bezoeker zelf het gaspedaal moet indrukken om vooruit te gaan.
Er waren verschillende oldtimers, die elk plaats boden aan vier personen, in twee rijen van twee.
In de souvenirwinkel aan ingang leeuw staat er nog een Origineel wagentje van de oldtimerbaan als decoratie. 

Afbeeldingen